# Уряд Александара Вучича
Уряд Александара Вучича - уряд Сербії з 27 квітня 2014 року.
Кабінет був сформований після дострокових парламентських виборів у 2014 році що завершилися перемогою Сербської прогресивної партії,яка отримала 158 з 250 місць в Народних зборах Сербії.
22 квітня 2014 голова прогресистів Вучич був призначений президентом Томиславом Николичем прем'єр - міністром.27 квітня він виступив із заявою,на Національному зібранні і представив членів уряду.У той же день парламент більшістю в 198 голосів виніс вотум довіри до свого кабінету,в який входив також колишній соціалістичний прем'єр-міністр Івіца Дачич.
До складу уряду Александара Вучича увійшли представники таких партій:Сербська прогресивна партія(SNS),Соціалістична партія Сербії (SPS),Нова Сербія(NS),Соціал-демократична партія Сербії(SDPS),Соціалістичний Рух (PS),а також безпартійні міністри обрані лідером.

## Склад уряду
- Прем'єр: Александар Вучич (SNS)
- Перший віце-прем'єр, міністр закордонних справ: Івіца Дачич (SPS)
- Віце-прем'єр,міністр транспорту, будівництва та інфраструктури: Зорана Михайлович (SNS)
- Віце-прем'єр, міністр торгівлі, телекомунікацій та туризму: Расим Ляїч (SDPS)
- Віце-прем'єр, міністр з питань державного та місцевого управління: Корі Удовічкі
- Міністр фінансів: Лазар Крстич (до 2014), Душан Вуйович (з 2014)
- Міністр економіки: Душан Вуйович (до 2014), Желько Сертич (SNS з 2014)
- Міністр сільського господарства і охорони навколишнього середовища: Сніжана Богосавлевич Бошкович
- Міністр гірничодобувної промисловості і енергетики: Александар Антич(SPS)
- Міністр юстиції: Нікола Селакович(SNS)
- Міністр внутрішніх справ: Небойша Стефанович(SNS)
- Міністр оборони: Братислав Гашич (SNS, до 2016), Зоран Джорджевич (SNS, з 2016)
- Міністр освіти і науки: Срджан Вербич
- Міністр охорони здоров'я: Златибор Лончар
- Міністр праці,зайнятості,соціальних справ і ветеранів: Александар Вулін (PS)
- Міністр у справах молоді та спорту: Ваня Удовичич (SNS)
- Міністр культури та інформації: Іван Тасовач
- Міністр з питань Європейської інтеграції: Ядранка Йоксимович (SNS)
- Міністр надзвичайних ситуацій: Велімір Іліч (NS)

| Попередній уряд Уряд Івіци Дачича |  | Уряд Сербії з 2014 |  | Наступний уряд Уряд Ани Бранбич |